# الفيلسوف المتأمل (لوحة)
الفيلسوف المتأمل اسم لوحة للرسام الهولندي رامبرانت التي رسمَها في العام 1632، أي بعد وقت قصير من انتقاله من ليدن إلى أمستردام. وظهرت اللوحة في القرن السابع عشر في باريس.، واقتناها عدد من الشخصيّات الأرستقراطية، إلى أن ضُمّت أخيرا إلى المجموعة متحف اللوفر. جاء ذكر اللوحة في كتابات العديد من الشخصيّات الأدبية في القرنين التاسع عشر والعشرين مثل جورج ساند وتيوفيل غوتيه وجول ميشليه ومارسيل بروست وبول فاليري وغاستون باشلار وبول كلوديل وألدوس هكسلي وغيرهم، وكما للوحة شعبية واسع على الإنترنت حيث تُستخدم غالبا كشعار للفلسفة أو كتفسير للظواهر الباطنية والغامضة.

## الوصف
اللوحة عبارة عن رسم زيتي على لوح من خشب البلوط تبلغ مساحتها حوالي 11 × 13 بوصة (28 × 34 سم) وهي تصور بمنظور متسارع قليلاً شكلين في الجزء الداخلي المقبب جزئيًا ويهيمن عليه سلم حلزوني خشبي. تشمل الهندسة المعمارية الحجر والطوب والخشب، مع عناصر مقوسة (نافذة، قبو، أبواب) تخلق انطباعًا عن النصب التذكارية. يعد هذا أحد أكثر الأعمال «الرسومية» التي رسمها رامبرانت وبمعنى آخر بأنه يحتوي على العديد من الخطوط المستقيمة والمنحنية والدائرية والمشعة: من خطوط أحجار الأعلام إلى خطوط النافذة، الطوب والطوب، وبالطبع الدرج. كما هو الحال في الدرج وصينية السلال في وسط التكوين يمكن القول أن الخطوط المنحنية تنظم الخطوط المستقيمة. يوجد ثلاث أشخاص في الرسمة أولاً رجل عجوز جالس على طاولة أمام نافذة وانحنى رأسه وطي يديه في حضنه ثم الامرأة عجوز عند النار بجانب الموقد وتظهر أيضاً صورة مرأة تقف في الدرج تحمل سلة ولكنها غير مرئية فعليًا.

## وصلات خارجية
- رائعة رامبرانت، ما وراء الغموض، الفيلسوف المتأمل